# Ghiacciaio dell'Accademia
Il ghiacciaio dell'Accademia (in inglese Academy Glacier) (84°15′S 61°00′W), è un ghiacciaio situato nel gruppo montuoso della Monti Pensacola, nella Terra della Regina Elisabetta, in Antartide. Il ghiacciaio si estende verso nord-ovest tra le catene montuose Patuxent e Neptune fino a confluire nel flusso di ghiaccio della Fondazione.

## Storia
Il ghiacciaio dell'Accademia fu mappato per la prima volta dallo United States Geological Survey grazie a fotografie aeree scattate dalla Marina militare degli Stati Uniti d'America (USN) tra il 1956 e il 1966 e battezzato dal Comitato consultivo dei nomi antartici (in inglese Advisory Committee on Antarctic Names, US-ACAN) in onore dell'accademia nazionale delle scienze degli Stati Uniti d'America (in inglese United States National Academy of Sciences) che giocò un ruolo fondamentale nella pianificazione del programma di ricerca antartico degli USA.